# Fighting Billy
Fighting Billy è un cortometraggio muto del 1915 scritto e diretto da W.P. Kellino.

## Trama
Un prepotente è "lisciato" da due guantoni da boxe infilati sulle corna di un caprone.

## Produzione
Il film fu prodotto dalla Cricks.

## Distribuzione
Distribuito dalla Davison Film Sales Agency (DFSA), il film - un cortometraggio di 158,8 metri - uscì nelle sale cinematografiche britanniche nel marzo 1915.